# Dean Huijsen
Dean Donny Huijsen Wijsmuller (* 14. April 2005 in Amsterdam) ist ein spanisch-niederländischer Fußballspieler. Der Innenverteidiger steht bei Real Madrid unter Vertrag. Zudem war der niederländisch-spanische Doppelstaatsbürger zunächst niederländischer Nachwuchsnationalspieler, bevor er im März 2024 für die U21-Nationalmannschaft Spaniens debütierte und schließlich ein Jahr später sein erstes Spiel in der A-Nationalmannschaft bestritt.

## Karriere

### Verein

#### Kindheit und Jugend in Andalusien
Dean Huijsen wurde in Amsterdam geboren und zog im Alter von fünf Jahren mit seinen Eltern nach Spanien, wo er im andalusischen Marbella aufwuchs. Dort spielte er für Costa Unida CF und rückte später in den Kader der andalusischen Regionalauswahl auf, wobei er in den Spielen dieser Mannschaft das Interesse des FC Málaga auf sich zog. Und 2015 wechselte Huijsen in die Fußballschule nach Málaga. Als er zwölf Jahre alt war, beschrieb er in einem Interview mit „voetbalzone“ seinen Alltag in der Fußballakademie des FC Málaga mit folgenden Worten: „Daran musste ich mich erst einmal gewöhnen. In Málaga muss ich öfter trainieren: dreimal pro Woche und auch ein Spiel bestreiten. Am Anfang waren die Mannschaftskameraden hart, aber diese Jungs wurden rausgeschmissen. Sie hatten Angst vor der Konkurrenz. Aber nach einer Weile haben sie gesehen, dass ich auch etwas kann, dass ich auch wichtig für die Mannschaft bin. Ich stehe hinten und coache viel, deshalb bin ich auch Kapitän geworden. Das ist eigentlich automatisch passiert. Ich denke nicht mehr auf Niederländisch, jedenfalls nicht im Fußball. Schließlich sind alle um mich herum Spanier.“ Dean Huijsen fügte noch hinzu: „Natürlich trainieren sie härter als bei meinem vorherigen Verein. Aber das ist auch in Ordnung, ich lebe wie ein Profifußballer. Das heißt, ich achte auf mein Essen und gehe pünktlich ins Bett. Ich mag sowieso keine Burger und auch keine Schokolade. Ich bin nur süchtig nach Tictac, aber der Trainer lässt mich das machen. Meine Mutter meint auch, dass die Schule wichtig ist; ich gehe auf eine internationale Schule. Der Schultag dauert dann von neun bis vier und danach muss ich wieder trainieren. Aber das ist keine große Sache.“
Als 12-Jähriger gehörte er zu den besten Spielern der Region in diesem Alter und nahm mit der andalusischen Regionalauswahl an einem U12-Turnier in Spanien teil, wo er mit seiner Mannschaft im Halbfinale gegen die Auswahl aus Madrid verlor. Während seiner Jahre in der Jugend des FC Málaga spielte Huijsen bei Turnieren „in den Vereinigten Staaten, in Paris, in Marokko und bei Espanyol“ und hatte dort „gegen gute Vereine […] wie Real Madrid und Barcelona [gespielt]“. Mit seinen Leistungen erweckte er das Interesse von Real Madrid, Betis Sevilla, Deportivo Alavés und dem FC Villarreal, doch er entschied sich für einen Wechsel nach Italien zu Juventus Turin.

#### Huijsen in Italien
In seinem ersten Jahr in Turin spielte Dean Huijsen in der U17-Mannschaft und war als Innenverteidiger eine feste Größe in der Stammelf. In seiner zweiten Saison gehörte er zunächst der U19-Mannschaft an und kam für die auch in der UEFA Youth League zum Einsatz, spielte aber bald schon für die zweite Mannschaft Juventus Next Gen in der Serie C. Am 22. Oktober 2023 gab Huijsen beim 1:0-Auswärtssieg bei der AC Mailand als Einwechselspieler unter Trainer Massimiliano Allegri sein Debüt in der Serie A. Am 6. Januar 2024 wechselte er auf Leihbasis bis zum 30. Juni 2024 nach Rom zur AS.
Im Juli 2024 wechselte er zum AFC Bournemouth.

#### Wechsel nach Spanien
Im Sommer 2025 wechselt er zu Real Madrid und unterschrieb dort einen Vertrag bis 2030.

### Nationalmannschaft
Dean Huijsen spielte für die niederländischen U16-, U17-, U18- und U19-Jugendnationalmannschaften und nahm mit der U17 an der Europameisterschaft 2022 in Israel teil, wo die Mannschaft das Finale erreichte und dort gegen Frankreich mit 1:2 verlor. Dabei kam er in jeder Partie zum Einsatz.
Am 21. März 2024 debütierte Huijsen unter Trainer Santi Denia für die spanische U21-Nationalmannschaft im Spiel Spanien gegen die Slowakei, als er zur Halbzeit eingewechselt wurde. Im März 2025 berief ihn Luis de la Fuente in den Kader für das Viertelfinale der UEFA Nations League, wo er gerade gegen die Niederlande sein erstes Spiel in der A-Nationalmannschaft Spaniens bestritt.